# پشت‌هاگان
پشت‌هاگان (نام علمی: Opisthosporidia) نام یک superphylum از فرمانرو قارچ است.